# Tricia Chuah
Tricia Chuah, née le 31 octobre 1982 à Kuala Lumpur, est une joueuse professionnelle de squash représentant la Malaisie. Elle atteint en janvier 2007 la 25e place mondiale sur le circuit international, son meilleur classement.

## Biographie
Elle remporte un unique titre sur le circuit professionnel lors des Jeux islamiques féminins de Téhéran en septembre 2005. Elle remporte trois titres par équipes avec l'équipe nationale emmenée par Nicol David avant d'en être exclue.

## Palmarès

### Titres
- Championnats d'Asie par équipes : 3 titres (2002, 2004, 2006)